# Yōkai
Yōkai (妖怪? spöke, fantom, oknytt, märklig uppenbarelse) är inom japansk mytologi övernaturliga monster och andar.

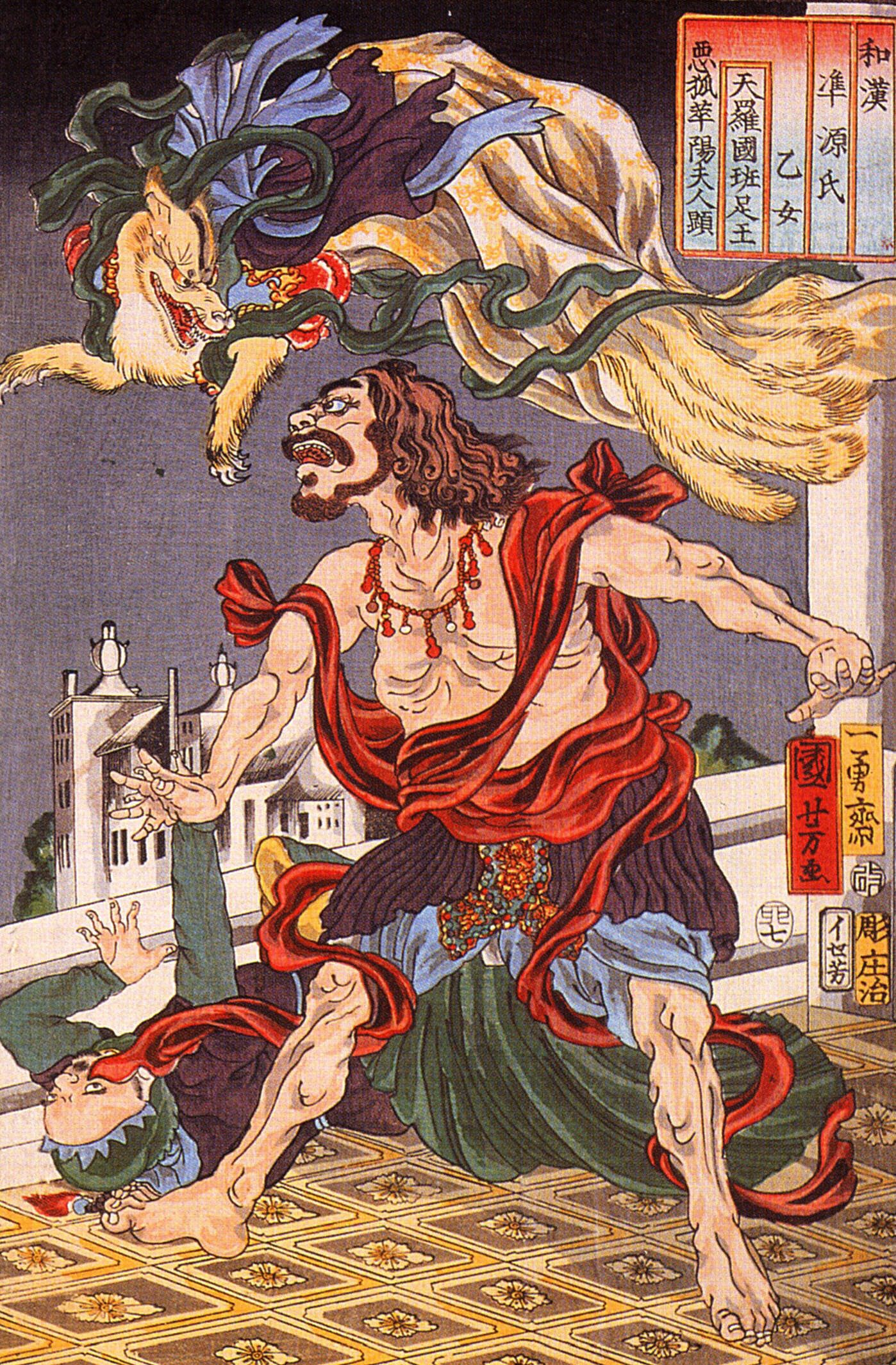
Prins Hanzoku som blir hemsökt av en niosvansad räv.

En del yōkai liknar till viss del olika djur; en del exempel är kappa (sköldpaddor), tengu (fåglar), kitsune (rävar) och mujina (grävlingar).